# Little Tey
Little Tey är en ort i civil parish Marks Tey, i distriktet Colchester, i grevskapet Essex, i England. Orten är belägen 11 km från Colchester. Little Tey var en civil parish fram till 1949 när blev den en del av Marks Tey. Civil parish hade 78 invånare år 1931.